# Andrzej Bober (dziennikarz)
Andrzej Bober (ur. 4 maja 1936 w Warszawie) – polski dziennikarz i publicysta.

## Życiorys
Absolwent VI Liceum Ogólnokształcącego im. Tadeusza Reytana w Warszawie (1953). W 1958 ukończył ekonomię na Wydziale Ekonomii Politycznej Uniwersytetu Warszawskiego.
W latach 1959–1964 pracował w „Życiu Gospodarczym”, następnie do 1978 w „Życiu Warszawy”. Od 1979 do 1981 był dziennikarzem Telewizji Polskiej, gdzie od jesieni 1980 współtworzył Listy o gospodarce. W audycji poruszano zagadnienia dotyczące problemów ekonomicznych w PRL, zadawano pytania o kwestie urynkowienia gospodarki, a także krytykowano rozwiązania funkcjonujące w systemie komunistycznym. Listy o gospodarce określono jako pierwszy w Telewizji Polskiej program na żywo i bez cenzury.
Dwukrotnie otrzymywał nagrodę „Złotego Ekranu” (1974, 1980) przyznawaną przez czasopismo „Ekran”. Po wprowadzeniu stanu wojennego jego program został zlikwidowany, a dziennikarz utracił pracę w TVP.
Po 1981 zatrudniony w przedsiębiorstwie zagranicznym Dampex, następnie w firmie poligraficznej. W 1988 doradzał Lechowi Wałęsie w zakresie zachowania się przed kamerą telewizyjną podczas przygotowań do debaty z Alfredem Miodowiczem. Po przemianach Okrągłego Stołu w 1989 został dyrektorem generalnym w Telewizji Polskiej (odwołany w 1990). Ponownie też prowadził Listy o gospodarce. Od listopada 1997 do lipca 1998 był redaktorem naczelnym „Życia Warszawy”. Został również wykładowcą studiów podyplomowych z zakresu dziennikarstwa i komunikacji społecznej na Uniwersytecie Warszawskim, a także właścicielem firmy konsultingowej.
Od 1963 należał do Stowarzyszenia Dziennikarzy Polskich, w którym w latach 90. był powoływany w skład rady głównej i zarządu głównego. Zrezygnował z członkostwa w tej organizacji w 2012. W 2017 opublikował wraz z Cezarym Łazarewiczem książkę Ja. Z Lechem Wałęsą rozmawiają Andrzej Bober, Cezary Łazarewicz.